# Глобус-1
«Гло́бус-1» — один из мирных подземных ядерных взрывов, проведённых в СССР в рамках программы «Ядерные взрывы в интересах народного хозяйства». Взрыв был произведён 19 сентября 1971 года на левом берегу реки Шача, в 4 км к северо-востоку от деревни Галкино Кинешемского района Ивановской области. Также известен под неофициальным названием «Ивановская Хиросима».
Заряд мощностью 2,3 килотонны был подорван на глубине 610 м. Взрыв проектировался как камуфлетный (без выброса грунта), однако из-за некачественного цементажа заколонного пространства скважины произошёл аварийный выброс радиоактивных веществ на поверхность. Последующие исследования выявили не только локальное загрязнение, но и дальнюю миграцию радионуклидов с подземными водами к источникам питьевого водоснабжения на расстоянии до 6–7 км от эпицентра.
«Глобус-1» был единственным мирным ядерным взрывом, проведённым в Центральной России, и ближайшим к Москве (расстояние по прямой до Красной площади — 363 км).

## Цели эксперимента
Взрыв проводился с целью глубинного сейсмического зондирования (ГСЗ) земной коры по заказу Министерства геологии СССР. «Глобус-1» был одним из четырёх ядерных взрывов, проведённых для изучения геологического строения на региональном профиле «Кинешма—Воркута». Работы выполнялись трестом «Ярославнефтегазразведка». Головной организацией по обеспечению радиационной безопасности выступало ВНИПИпромтехнологии Минсредмаша СССР. Десятки сейсмических датчиков по всей стране должны были регистрировать прохождение сейсмических волн, что позволило бы уточнить строение земной коры и верхней мантии на Восточно-Европейской платформе.

## Геологические условия
Место проведения взрыва было выбрано в пределах Московской синеклизы на присводовой части восточного крыла Решемского поднятия. Ядерный заряд был размещён на глубине 610 м в толще карбонатных пород (доломиты и известняки) ассельского яруса нижней перми. Геологический разрез в этом районе характеризуется сложным чередованием водоносных горизонтов и водоупорных слоёв. Заряд был заложен между двумя региональными водоупорами:
- Ниже находилась толща глин верейского горизонта (средний карбон), служащая надёжным водоупором.
- Выше располагалась сульфатная толща (гипсы и ангидриты) сакмарского яруса нижней перми, которая также выполняла роль водоупора.

Как показали дальнейшие события, взрыв разрушил верхний сакмарский водоупор, что создало условия для вертикальной миграции радионуклидов.

## Хронология событий
19 сентября 1971 года в 16:15 по местному времени был произведён взрыв. Хотя он и планировался как полностью камуфлетный, на 18-й минуте после подрыва начался выход радиоактивных продуктов. Причиной стал напорный газо-водяной грифон, возникший из-за некачественного цементажа скважины. Выброс, содержавший воду, глину, песок и радионуклиды (включая короткоживущие изотопы йода, теллура и долгоживущие цезий-137 и изотопы стронция), продолжался около 10 дней и частично попал в реку Шачу. Мощность дозы гамма-излучения на технологической площадке сразу после аварии превышала 100 Р/ч, а на территории санитарно-защитной зоны достигала 750 мР/ч.
1976—1977 годы — в ходе бурения двух исследовательских скважин произошло дополнительное радиоактивное загрязнение местности. Буровая жидкость, выносимая на поверхность, содержала радионуклиды и была сброшена в земляные амбары, что создало новые очаги загрязнения.
1977 год — проведена частичная дезактивация: наиболее загрязнённый слой грунта был снят бульдозерами и сброшен в те же амбары вместе с радиоактивным оборудованием и спецодеждой. В результате был создан необустроенный пункт хранения радиоактивных отходов (РАО), засыпанный слоем песка от 0,1 до 1 м.
2002 год — из-за риска изменения русла реки Шачи и затопления аварийной скважины был построен обводной канал, отводящий реку от эпицентра взрыва.
Декабрь 2010 года — экспедиция Института динамики геосфер РАН (Б.Н. Голубов) и Химического факультета МГУ (Ю.А. Сапожников) провела рекогносцировочное обследование. Впервые были отобраны пробы из источников питьевого водоснабжения в населённых пунктах на значительном удалении от объекта.
2014—2015 годы — Росатом провёл работы по реабилитации объекта. Аварийная и наблюдательные скважины были ликвидированы (затампонированы). Радиоактивный грунт из амбаров (около 400 м³) был вывезен на специализированный комбинат по утилизации РАО. В августе 2015 года было заявлено о завершении работ и соответствии территории санитарным нормам.

## Последствия

### Загрязнение почв и растительности
Исследования, проведённые в 2010—2011 годах, показали, что радиоэкологическая обстановка на территории объекта оставалась сложной. Мощность экспозиционной дозы гамма-излучения на обследованном участке варьировалась от 21 до 546 мкР/ч (при фоновых значениях 15 мкР/ч). Загрязнение было крайне неоднородным.
Было установлено различное поведение основных дозообразующих радионуклидов:
- Цезий-137 преимущественно концентрировался в верхнем 10-сантиметровом слое почвы (дернине) и был менее доступен для растений.
- Стронций-90, будучи химическим аналогом кальция, оказался более подвижен. Он активнее мигрировал вглубь почвенного профиля и интенсивно накапливался в растительности.

В результате удельная активность `стронция-90` в пробах сена и зелёной травы с заражённой территории превышала установленные контрольные уровни для кормов в 4–5 раз, что делало их непригодными для использования в животноводстве. Вода из исследовательской скважины по состоянию на 2005 год классифицировалась как жидкие радиоактивные отходы.

### Дальняя миграция радионуклидов
Ключевым последствием взрыва стало формирование в толще горных пород вертикальной зоны дробления и повышенной трещиноватости. Эта структура, названная исследователями «субвертикальной трубообразной зоной», пронизала несколько водоносных горизонтов и разрушила сакмарский водоупорный слой. Это создало прямой гидравлический путь для миграции радионуклидов из полости взрыва в вышележащие водоносные горизонты, которые используются для питьевого водоснабжения.
Исследования 2010 года подтвердили этот механизм:
- Техногенные радионуклиды (цезий-137, стронций-90 и тритий) были обнаружены в пробах воды из колодцев и скважин в посёлках Выползиха, Ефремовка, Стиберское, Ласкариха, Галкино и Ильинское на удалении до 6–7 км от эпицентра.
- Это свидетельствует о том, что объект «Глобус-1» находится в сфере хозяйственно-бытовой деятельности, так как его продукты загрязняют источники питьевой воды.

Таким образом, загрязнение не является локальным и ограниченным промплощадкой, а распространяется на значительные расстояния с подземными водами.

### Работы по реабилитации и их критика
Работы по реабилитации, завершившиеся в 2015 году, были сосредоточены на ликвидации поверхностных источников загрязнения: тампонаже скважин и вывозе грунта из амбаров-могильников.
Однако, по мнению учёных, эти меры не решают основной проблемы — дальней миграции радионуклидов, уже попавших в подземные водоносные системы. Ликвидация скважин предотвращает прямой выход веществ на поверхность, но не останавливает их горизонтальное распространение по водоносным горизонтам. Таким образом, несмотря на официальное завершение реабилитации, риск, связанный с загрязнением питьевых источников, сохраняется и требует дальнейшего мониторинга.
По состоянию на 2012 год, объект находился под наблюдением Управления Роспотребнадзора по Ивановской области. Мощность дозы гамма-излучения в отдельных точках на промплощадке доходила до 8000 мкР/ч (при фоновом значении до 20 мкР/ч).